# U-43 (1939)
U-43 — большая океанская немецкая подводная лодка типа IX-A, времён Второй мировой войны. Заводской номер 948.
Введена в строй 26 августа 1939 года. Входила в 6-ю флотилию до 31 декабря 1939 года, с 1 января 1940 по 30 июля 1943 года входила во 2-ю флотилию. Совершила 14 боевых походов, потопила 21 судно (117 036 брт), повредила 1 судно (10 350 брт), сильно повредила 1 судно (9 131 брт). Потоплена 30 июля 1943 года в Атлантическом океане у Азорских островов торпедой сброшенной американским самолётом, погиб весь экипаж — 55 человек.